# 多良间盾蜗牛
多良间盾蜗牛（学名：Aegista osbeckii），是柄眼目扁蜗牛科盾蜗牛属的一种。主要分布于台湾，常栖息在落叶堆底。